# Wilmer Herrison
 (janvier 2025).
 (janvier 2025).
La mise en forme du texte ne suit pas les recommandations de Wikipédia : il faut le « wikifier ».
Les points d'amélioration suivants sont les cas les plus fréquents. Le détail des points à revoir est peut-être précisé sur la page de discussion.
- Les titres sont pré-formatés par le logiciel. Ils ne sont ni en capitales, ni en gras.
- Le texte ne doit pas être écrit en capitales (les noms de famille non plus), ni en gras, ni en italique, ni en « petit »…
- Le gras n'est utilisé que pour surligner le titre de l'article dans l'introduction, une seule fois.
- L'italique est rarement utilisé : mots en langue étrangère, titres d'œuvres, noms de bateaux, etc.
- Les citations ne sont pas en italique mais en corps de texte normal. Elles sont entourées par des guillemets français : « et ».
- Les listes à puces sont à éviter, des paragraphes rédigés étant largement préférés. Les tableaux sont à réserver à la présentation de données structurées (résultats, etc.).
- Les appels de note de bas de page (petits chiffres en exposant, introduits par l'outil «  Source ») sont à placer entre la fin de phrase et le point final[comme ça].
- Les liens internes (vers d'autres articles de Wikipédia) sont à choisir avec parcimonie. Créez des liens vers des articles approfondissant le sujet. Les termes génériques sans rapport avec le sujet sont à éviter, ainsi que les répétitions de liens vers un même terme.
- Les liens externes sont à placer uniquement dans une section « Liens externes », à la fin de l'article. Ces liens sont à choisir avec parcimonie suivant les règles définies. Si un lien sert de source à l'article, son insertion dans le texte est à faire par les notes de bas de page.
- La présentation des références doit suivre les conventions bibliographiques. Il est recommandé d'utiliser les modèles {{Ouvrage}}, {{Chapitre}}, {{Article}}, {{Lien web}} et/ou {{Bibliographie}}. Le mode d'édition visuel peut mettre en forme automatiquement les références.
- Insérer une infobox (cadre d'informations à droite) n'est pas obligatoire pour parachever la mise en page.

Pour une aide détaillée, merci de consulter Aide:Wikification.
Si vous pensez que ces points ont été résolus, vous pouvez retirer ce bandeau et améliorer la mise en forme d'un autre article.
Wilmer Herrison (né à Maracaibo (État de Zulia, Venezuela) le 29 septembre 1978) est un artiste-peintre vénézuélien. Établi aujourd’hui à Paris, il crée des œuvres modernes qui portent l’histoire millénaire des cultures amérindiennes et européennes.

## Biographie
Sa jeunesse fut imprégnée des couleurs de sa ville natale et de la force d’une nature luxuriante. Du lac de Maracaibo, sa peinture puise les couleurs et les reflets. C’est dans cette ville, qui mêle architecture coloniale et création contemporaine, qu’il parcourt tous les domaines de l’art et de la création, développant sa vocation de peintre.
À l’âge de 23 ans, il choisit de partir pour la France où il s’inscrit à l’École du Louvre. Il y étudie les techniques utilisées dans les fresques antiques et la peinture des primitifs. Il s'intéresse à la peinture baroque, à l'impressionnisme, à la création contemporaine et en particulier la peinture vénézuélienne du XXe siècle, marquée par les deux références majeures de l'art cinétique, que sont Jesús-Rafael Soto et Carlos Cruz-Díez.
À 32 ans, il bénéficie d'une reconnaissance précoce dans son pays natal, exposé la même année dans deux musées nationaux : le musée Funda Museo de Barquisimeto et le musée d'art moderne Juan Astorga Anta à Mérida (Venezuela).
Toujours en 2010, il rencontre à Venise, à l'occasion de son exposition Serenissima, le designer italien Piero Massaro, qui va s'inspirer de ses peintures pour lancer une collection de lunettes intitulée Collezione WH, puis une autre en 2011 intitulée Fusioni ottiche.
En 2011, il expose ses Fusions optiques au musée d'art moderne de sa ville natale, le MACZUL (Maracaibo), au musée de Barquisimeto, à Venise, et aussi dans une galerie parisienne.

## Technique
Wilmer Herrison a développé une technique fondée sur le trait et la couleur, produisant des faux-semblants organisés en fonction d’un point de vue privilégié, évoluant à distance comme de près. Cette technique s’appuie sur la juxtaposition de touches de couleurs non mélangées sur la surface à peindre et sur la fusion optique, générant un effet de profondeur.

## Œuvres
Une première série d’œuvres fut rassemblée en janvier 2010 dans l’exposition Pachamama, inaugurée à Venise et poursuivie au Venezuela. Pachamama est la divinité Terre mère. Cette exposition nous montre, à la façon d'un récit de voyage, les divinités (avec Malku, Deidad…), l’histoire des peuples amérindiens (avec Aimara, Tiwanaku…), jusqu'à la rencontre des différentes civilisations (avec Gallia, la Bandera, 14 de Julio, Recuerdo Ottoman, Murano, Arica…), la force de la nature (avec Volcan, Huracan, Naturaleza viva, Crepuscule con color, El reflejo…) et nous projetant dans l’Univers et ses origines (avec Exoplaneta, Marte, Sedna…).
Œuvre maîtresse de cette exposition, la toile Pachamama . 
Une deuxième série d'œuvres a été exposée en Italie à partir de mai 2010 sous le nom de Serenissima (Venise). 
Cette exposition rassemble des toiles inspirées de l'histoire de la cité des Doges (Serenissima , Fonderia dell'Arsenale, Martirio di San Marco, Palazzo…) et ses traditions (Vogalonga, Maschera…), d'autres évoquant sa nature (Laguna, Bora, Acqua alta, Crepusculo II…). Face à Serenissima était présentée la Piccola Venezia (la petite Venise).
Les œuvres exposées en 2011 sous le nom de Fusion optique forment un nouveau mouvement. Ces toiles s'inscrivent dans le prolongement des traditions de la peinture vénézuélienne du XXe siècle. Patria (Cf. illustration en haut de page), intégrée à la collection des musées nationaux du Venezuela, fait partie de cette série.

## Principales expositions personnelles récentes
- 25 janvier - 18 février 2012 : Trilogie, Galerie LAVIGNES BASTILLE (Paris, France)
- 28 juillet - 9 octobre 2011 : Encuentros au Musée d'Art Contemporain du Zulia (MACZUL) Maracaibo (Venezuela)[3]
- 17 juillet - 17 novembre 2011 : Encuentros au Musée  de Barquisimeto (Venezuela)[4]
- 27 mars - 12 avril 2011 : Encuentros au Palazzo delle Prigioni, Place Saint-Marc Venise (Italie)
- 16 juillet - 15 septembre 2010 : Pachamama au Musée d'art moderne de Mérida (Venezuela)[5]
- 1er mai - 27 mai 2010 : Serenissima au Spazio Eventi Libreria Mondadori San Marco, Venise (Italie) [6],[7]
- 18 avril - 30 juin 2010 : Pachamama au Musée Funda Museo de Barquisimeto[8]
- 30 janvier - 28 février 2010 : Pachamama à la galerie Sante Cosma e Damiano, Ile de la Giudecca, Venise (Italie)[9]

## Publications
- Vogliadarte, Catalogue WH Serenissima (anglais-italien), Venise, Biblos S.r.l., 2010, 28 p.: Exposition, Venise, Mondadori San Marco